# Гран-при с Алексеем Поповым
Гран-при с Алексеем Поповым — авторская спортивно-аналитическая телепрограмма о Формуле-1 на телеканале «Россия-2». Ведущий — российский голос «Формулы-1» Алексей Попов. Программа выходила в прямом эфире в среду после каждого Гран-при Формулы-1. В программе Попов и приглашённые эксперты обсуждают важнейшие события прошедшего Гран-при. 
Впервые в эфир передача вышла в марте 2005 года после Гран-при Австралии. После перехода трансляций Ф-1 с 2006 года на телеканал REN-TV, программа прекратила своё существование, несмотря на то, что сам Попов также перешёл на REN-TV (впоследствии ушёл оттуда). После возвращения Ф-1 на телеканал «Россия-2» в 2009 году передача была возрождена. Накануне 1-го этапа вышла передача-превью сезона.

## Форматы программы

### 2005, 2009 годы
Первые сезоны передачи были дополненной версией много лет шедшей до этого на радиостанции Маяк часовой беседы Алексея со слушателями в рамках поздневечерней передачи «На спортивной волне Маяка». Программа идёт около одного часа в прямом эфире. В 2005 году выходила во вторник. В 2009 году — в среду. Как и у большинства других телепрограмм, выходивших на ОТК Спорт, у неё не было постоянного времени выхода в эфир. Она выходила примерно в интервале между 15 и 17 часами МСК. В 2005 году программа повторялась в четверг в вечернем эфире и в пятницу — в утреннем. В 2009 году — только в пятницу утром.
Программа имеет короткую по времени заставку, в которую вставлены памятные кадры из различных гонок последних лет. Заставка 2009 года практически не отличается от заставки 2005 года: добавлен кадр подиума гонщика Хейкки Ковалайнена.
Телезрители могут принять участие в опросах, которые проводятся в каждой передаче. Проголосовать можно как по мобильному телефону, так и на сайте телеканала sportbox.ru Зрители также могут задать интересующие их вопросы по телефону (8 495 236 0000) или через Интернет по адресу GrandPrixAP@mail.ru. Зачитывая самые интересные вопросы, Попов часто называет имя, фамилию и город приславшего их человека.
В 2009 году Попов приглашает в свою программу экспертов — спортивных журналистов и автогонщиков (Д. Мове, С. Мокшанцев и др.).
Ещё одним нововведением этого года стало появление рубрики о достижениях российских автогонщиков.
В 2010 году вместо программы выходят спецрепортажи корреспондентов ВГТРК с этапов чемпионата мира (в рамках проекта «Русская формула») и транслируются пятничные тренировки.

### 2011 год
С 2011 года программа вновь выходит в эфир, при этом её формат сильно отличается от формата 2005 и 2009 годов и отчасти повторяет формат программы «Биатлон с Дмитрием Губерниевым». Программа идёт около получаса, время выхода — примерно за полчаса до квалификации очередного этапа. Программа включает в себя репортажи корреспондента Марии Моргун с места проведения Гран-при и интервью с «нашими» в Формуле-1: гонщиком Виталием Петровым и бывшим главой инженерного департамента «Marussia Virgin» Николаем Фоменко. Между репортажами и интервью Алексей Попов рассказывает зрителям об особенностях трассы, на которой проходит очередной уикенд.

### 2014 год
10 апреля 2014 года в утренней программе «Живое время. Панорама дня» появилась новая еженедельная рубрика Алексея Попова «Гран-при».